# Rocky Ponds Creek
Rocky Ponds Creek är ett vattendrag i Australien. Det ligger i delstaten New South Wales, i den sydöstra delen av landet, omkring 270 kilometer nordväst om delstatshuvudstaden Sydney.
Trakten runt Rocky Ponds Creek består till största delen av jordbruksmark. Runt Rocky Ponds Creek är det mycket glesbefolkat, med 2 invånare per kvadratkilometer. Genomsnittlig årsnederbörd är 730 millimeter. Den regnigaste månaden är februari, med i genomsnitt 126 mm nederbörd, och den torraste är oktober, med 17 mm nederbörd.